# Dalberg (famiglia)

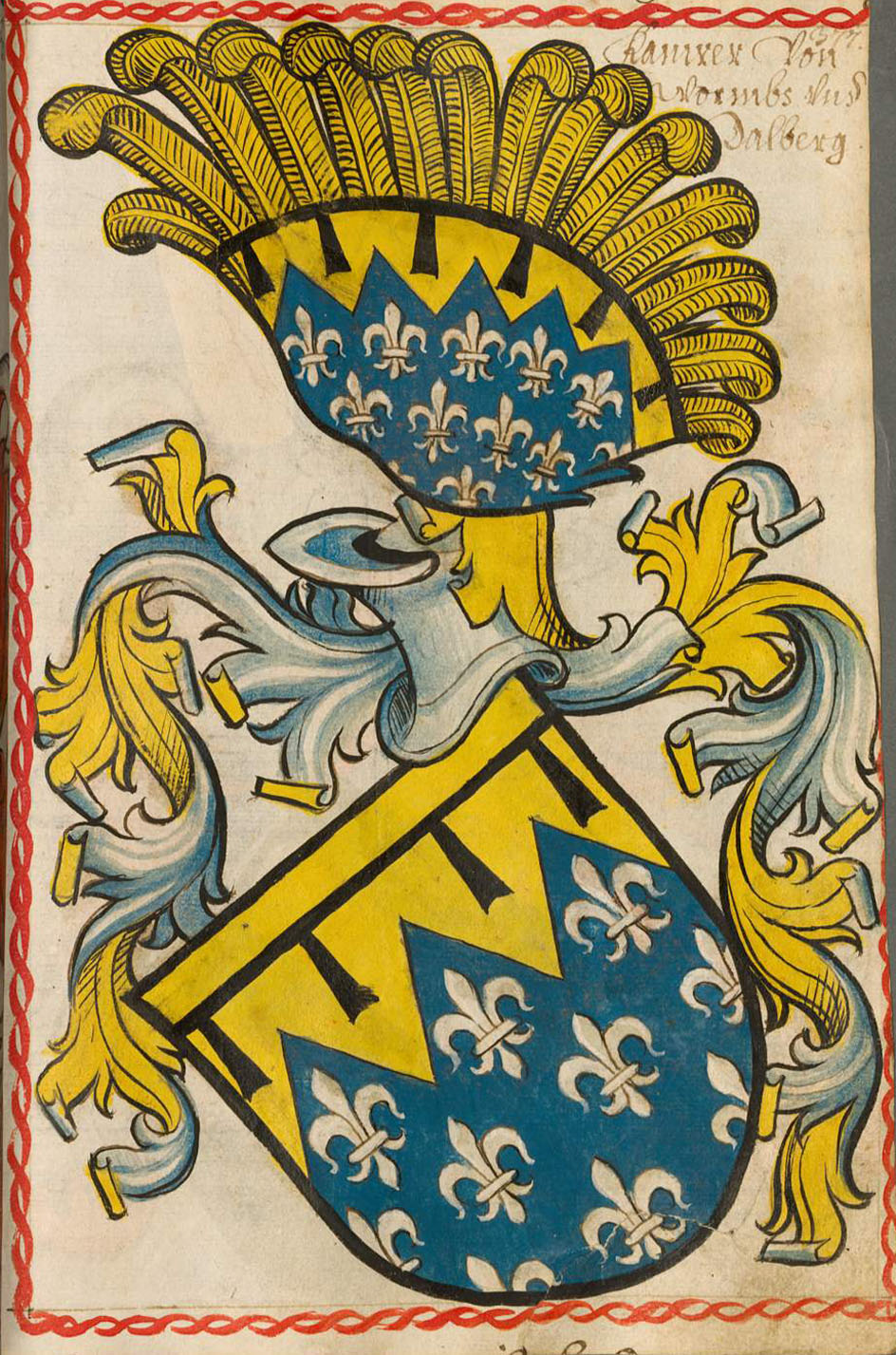
Lo stemma degli Dalberg

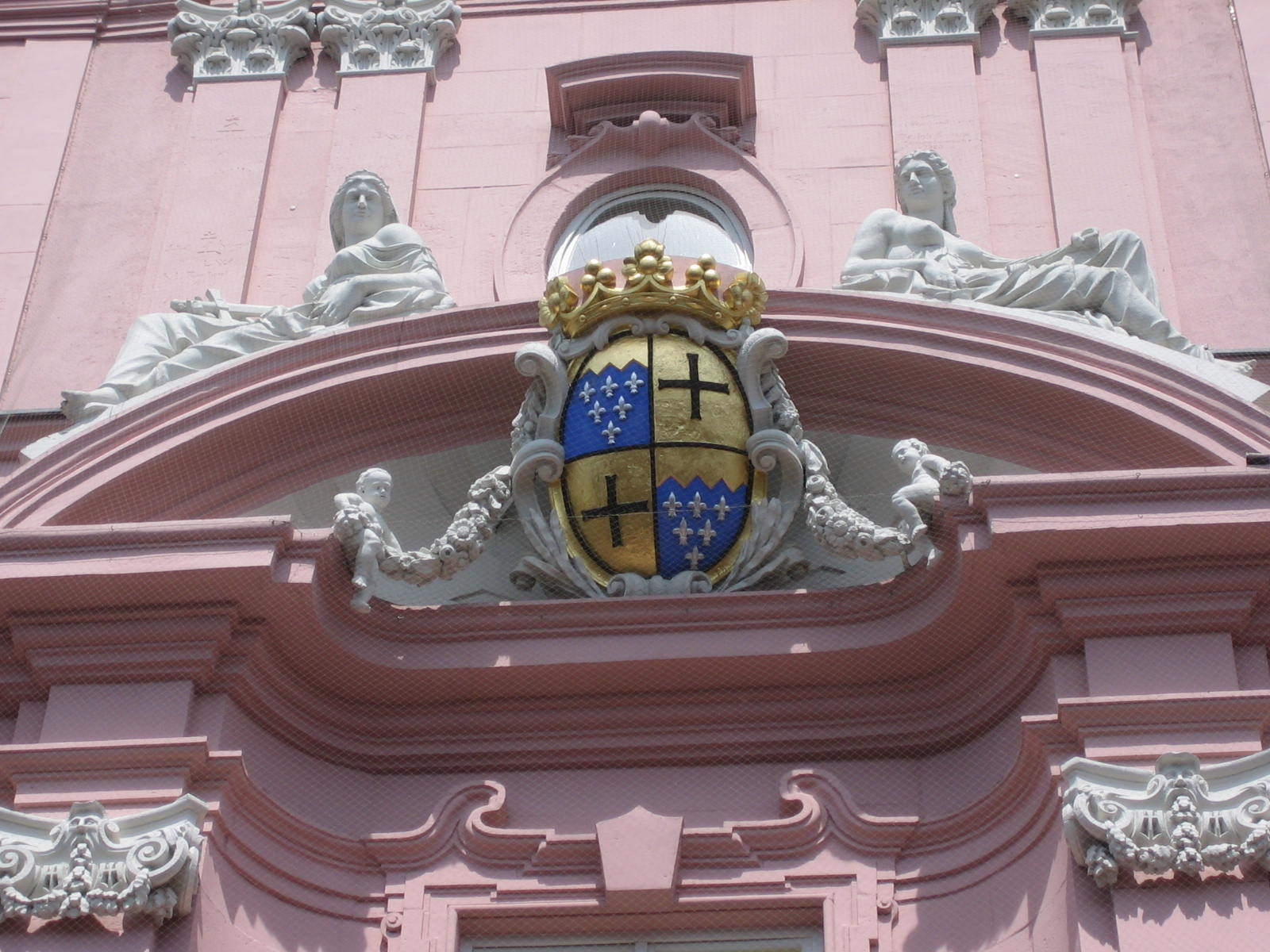
Lo stemma degli Dalberg sul Palazzo Dalberg a Magonza

I Dalberg sono un'antica famiglia patrizia di Magonza. Col tempo ebbero anche il titolo di baroni.

## Storia familiare
I nobili Kammerer von Worms  hanno origine dall'omonimo castello presso Kreutznach in Renania. Si reputano discendenti dal romano Gaius Marcellus.

Di antiche origini, gli antenati di questa linea sono ministeriales ereditari (funzionari amministrativi) dei principi-vescovi di Worms, fin dal ciambellano Eckbert (-1132), fondatore del convento agostiniano di Frankenthal. Acquistano potere politico, onori e vasti possedimenti nel Wormsgau.

Il primo personaggio storico è Heribert, dal 990 arcivescovo di Colonia.

Nel XIV secolo si estingue la linea diretta con il cavaliere Johann Hennichin (1366-15), figlio di Winand "Kammerer gennant von Waldeck" (-1365) e i suoi feudi passano a Johann Gerhard, ciambellano della diocesi di Worms, sposo (1330) dell'erede del cugino, Anton von Dalberg. Già con il Barbarossa hanno una serie di privilegi e come "primi cavalieri dell'impero" hanno la precedenza su tutti gli altri. Dal 1476 aggiungono la denominazione Dalberg (genannt von Dalberg). Con diploma del 16.6.1494, l'imperatore Massimiliano I conferma i precedenti diritti, concedendo loro l'onore di essere primi cavalieri dell'impero con il privilegio di essere annunciati dall'araldo all'apertura del cerimoniale per l'incoronazione imperiale, privilegio che verrà mantenuto fino al crollo dell'impero („Ist kein Dalberg da?“), confermato nel 1706 e 1738. Nel 1654 sono elevati al titolo di baroni dell'impero, confermati con diploma imperiale del 6.4.1657 per il barone Philipp Franz Eberhard, consigliere dell'impero che entra nel circolo equestre del "Medio Reno" per i feudi ivi posseduti.
Tra le varie linee si ricordano:
- 1) la linea principale dei baroni von Dalberg zu Dalberg, i cui maggiori personaggi sono Franz Eckbrecht (1674), Ritterhauptmann (direttore) del cantone equeste dell'"Altoi Oberrheinstrom, signore di Hessloch e Hugo Philipp (1702); la famiglia si estingue nel 1848;
- 2) la linea cadetta dei von Dalberg zu Herrnsheim, signori di Esthal, Franckeneck ed eredi della linea di Essingen nel 1833. Il personaggio più famoso di questa linea è  il barone Karl Theodor Anton Maria (1744-1817), figlio primogenito di Franz Heinrich (1716-63) di Herrnsheim, consigliere dell'elettore di Magonza; Karl nel 1772 diviene governatore di successo di Erfurt, nel 1787 coadiutore dell'elettore di Magonza e amministratore della diocesi di Worms, nel 1788 anche della diocesi di Costanza e dal 1802 egli stesso principe elettore di Magonza con voto alla Dieta e principe di Ratisbona, Aschaffenburg, Wetzlar, ecc. Con la caduta dell'impero diviene formalmente arcicancelliere dell'imperatore Francesco II e poi Principe Primate della Confederazione del Reno, infine, nel 1810, granduca di Francoforte, principe di Hanau, Fulda, ecc., fino al 1813 e duca dell'impero francese; filonapoleonico fedele, con la sua caduta rimane solo vescovo di Ratisbona, ove muore nel 1817.

Il barone Wolfgang Heribert (1750-06), fratello di Karl, diviene intendente teatrale a Mannheim, elevando il teatro di corte ad un alto livello culturale.

Il barone Emmerich Joseph (1773-33) poi duca, figlio del precedente, è ambasciatore del Baden a Parigi. Presto evidenziatosi per le sue capacità politiche entra nel 1809 al servizio di Napoleone che lo crea duca (1810) e cancelliere di stato. Nel 1814 entra nel governo provvisorio borbonico e col Talleyrand è ministro plenipotenziario della Francia al Congresso di Vienna. Fatto Pari di Francia e duca (de Dalberg), è inviato ambasciatore a Torino. Si ritira nei suoi possessi di Herrnsheim, proprietà ereditata dallo zio Karl Theodor, ove muore nel 1833. Col lui si estingue la linea dei Dalberg di Herrnsheim; la figlia Marie Louise Pelline ne è unica erede e porta i beni alla famiglia Acton, sposando sir (Ferdinand) Richard Acton, settimo baronetto di Aldenham che vi associa il cognome (Dalberg Acton).
- 3) l'altra linea cadetta dei von Dalberg zu Hassloch, discendenti da Gerhard (-1239) e ricostituitasi nel 1709, con la signoria in condominio con il Palatinato;  ereditano nel 1809 i titoli e i feudi in Moravia e in Boemia degli estinti conti von Ostein. Suoi esponenti sono Carl Anton Maximilian (1792) figlio del barone Friedrich Franz Carl (-1811).
- 4) la quarta linea sovrana è quella dei baroni von Dalberg zu Essingen (1585-1793).

Tra gli altri personaggi  illustri della famiglia c'è Johann (1445-03), ciambellano ereditario del principe vescovo di Worms, laureatosi a Ferrara, consigliere privato dell'elettore palatino Philipp che costituisce, su sua pressione, la prima cattedra di greco all'università di Heidelberg e vari musicisti, letterati, compositori.

## Alcuni personaggi di spicco
- Adolfo di Dalberg (1678-1737), principe-abate benedettino di Fulda 1726-1737, e fondatore dell'università della città.
- Karl Theodor von Dalberg, principe-arcivescovo di Magonza, arcicancelliere del Sacro Romano Impero, e successivamente primate della Confederazione del Reno e granduca di Francoforte.
- John Emerich Edward Dalberg-Acton, storico e politico inglese, di origini italo-tedesche.
- Philipp von Dalberg, amministratore tesoriere di Worms
- Wolf von Dalberg (1426-1476), maresciallo dell'elettorato Palatino, padre di Johann von Dalberg
- Marianne von Dalberg (1745–1804), fu contessa correggente del principato di Hohengeroldseck
- Johann von Dalberg (1455–1503), vescovo di Worms e cancelliere dell'università della città Heidelberg.
- Wolfgang von Dalberg, (1538-1601), principe-arcivescovo di Magonza
- Wolfgang Heribert von Dalberg, (1750-1806), Direttore del Teatro Nazionale di Mannheim, fratello di Johann Friedrich Hugo von Dalberg
- Johann Friedrich Hugo von Dalberg (1760-1812), Domkapitular, scrittore e compositore; fratello minore di Karl Theodor von Dalberg
- Emmerich Joseph von Dalberg (1773–1833), nipote ed erede di Karl Theodor von Dalberg, politico del Baden, Ministro sotto Napoleone e Luigi XVIII di Francia, consigliere di Talleyrand, creato nel 1810 da Napoleone duca francese (duc de Dalberg)
- Maria Anna von und zu Dalberg (1891-1979), sorella ed erede di Johann von Dalberg e ultima esponente della famiglia, dal 1912 consorte del Principe Franz zu Salm und Salm-Salm
- Hermann von Dalberg, ministro delle Finanze del Gran Duca di Baden